# 集運
集運，是將物流整合透過合併多類型貨物，一來可以充分運用貨櫃，二來能夠有效降低成本及減少運輸時間。另外，對於代理報關、檢驗、質量管理，以及分類等服務，讓貨物獲得最穩妥和最安全的保障。也因此對個人而言，集運提供了更方便的服務，若只是在某個網站或是某個店家買了數樣商品要寄回，直接運送的費用常常十分昂貴，因此發展出「在大陸有個物流中心幫你收貨暫存，合併後轉運回來」的集運服務。依據各地口語不同，亦有稱為「集貨」。

## 地區
亞洲地區由於淘寶網購物盛行，因此集運發展十分蓬勃，許多快遞商也紛紛開始集運服務。

### 香港
香港算是最早開始集運的城市。集運有以下方式：第一种指在國內購物平臺購買商品後，全部寄到國內的指定的国际快递集運倉庫（部分集運倉庫都有免費180天倉儲存放時間），等商品採購完後，統一讓國際快遞集運倉把你的多個包裹或者屬於你的全部包裹合併打包成一個包裹後再發往國外目的地，降低運輸成本。另一種指大批量的集裝箱運輸。
在整個中國，最蓬勃發展的就是香港，集運行業在香港是一個相對特殊的行業。

### 台灣
雖然台灣與中國大陆之間相隔並不遠，但快遞運送的費用仍然不便宜。

## 運費
各家集運商運費的計算方法都不同，但大多按照託運貨物的重量收取。例：不使用集運的運費計算：A件1.6KG若直寄要新台幣290元（人民幣61元）B件2.2KG若直寄要新台幣418元（人民幣87元）C件0.8KG若直寄要新台幣170元（人民幣35元）總共新台幣878元。
使用集運後的運費計算：加總共4.6KG，若使用集運則以5公斤為計算。費用為新台幣45元（手續費）+75*5（每公斤）=新台幣420元。

## 集运系统
在集运发展过程中，集运服务商借鉴海淘转运模式，从客户预报包裹入库、仓库库内管理、国际运输、运单管理与结算、客户服务等流程进行全面系统化管理和控制，到后来随着对用户需求理解的深入和对服务质量要求的逐步提升，对支撑业务发展的软件系统提出了越来越高的要求。市场上现有的主流集运软件包括跨洋宝、朗信、易境通、海鸥等，其中跨洋宝的系统更是突破了单仓单品牌的限制，可满足集运商与海外多合作伙伴合作形成单仓多品牌经营模式，大幅度提升了仓库坪效和运力使用的规模。也出现了区别于传统集运公司服务的新型服务企业。 其中淘客小二集运就是以技术驱动精细化运营能力，系统内计算最佳合箱方式推荐打包箱大小，并建立了高效透明的线上全流程把沟通成本降到最低。